# Ramón Fernández Palmeral
Ramón Fernández (Piedrabuena, Ciudad Real, 7 de mayo de 1947), conocido como Ramón Palmeral o, simplemente, Palmeral, es un pintor y prosista español, además de poeta y editor.

## Biografía
A los cinco años se trasladó a la provincia de Málaga, donde pasó su juventud y en Frigiliana. Allí estudió en la Escuela de Artes y Oficios de Málaga, periodo del que datan sus primeras obras. Compaginó sus estudios artísticos con su formación académica. Estudió el bachillerato en el Colegio de la Cruz de Humilladero, y posteriormente cursó estudios universitarios de Geografía e historia en Castellón de la Plana y de Derecho en Granada, pero no llegó a terminarlos, para dedicarse a su profesión. Después de haber residido en distintas ciudades de la geografía española, acabó afincándose en Alicante en 1990. También ha viajado por varios países europeos.
Pertenece a distintas instituciones como la Asociación de Artistas Alicantinos, la Asociación Cultural Espejo de Alicante, de la que es Socio de Honor; La Sociedad Filatélica y Numismática Alicantina lo nombró socio de honor en 2022. y los grupos Vanguardia 5, de pintores; Numen, de escritores y poetas alicantinos; y Poetas del Mundo. También es miembro benefactor del Museo del Mar de Santa Pola. Tuvo el honor de ser nombrado Socio Honor y de Mérito en 2023 en la Asamblea Nacional de los "Polillas" celebrado en Alicante. Sus obras se encuentran en distintas entidades, algunas procedentes de donaciones realizadas por el propio autor.
Manchego de nacimiento, andaluz de origen y alicantino de adopción, su obra literaria y plástica tiene múltiples referencias a Castilla, Andalucía y el Levante, así como a sus personajes ilustres: Cervantes, Antonio Machado, Lorca, Picasso, Miguel Hernández, Azorín, Gabriel Miró, Carlos Fenoll, Vicente Ramos, Manuel Molina y Juan Gil-Albert. La obra de Palmeral supone una simbiosis entre la expresión poética y la artística, prueba de lo cual son sus trabajos de ilustración en poemarios y revistas y su poesía de cualidad visual.
Fundó en Alicante las revistas ilustradas Palmeral (poético-artístico) y Perito (literario-artístico), donde dio cabida a pintores y poetas, y el medio digital Nuevo Impulso, sobre la actualidad del panorama cultural y artístico alicantino. También dirige la editorial de autor Palmeral. Asistente y organizador habitual de tertulias culturales y recitales en la provincia de Alicante, ha impartido conferencias sobre y comisariado exposiciones de Picasso y Gastón Castelló.
En septiembre de 2010 fundó y coordinó el grupo Vanguardia 5, compuesto por María Dolores Barbeito, Klara Abad, Pedro Ortiz, Martigodi y Manuel Mas Calabuig.
Se haya inscrito en el Diccionario de Pintores Alicantino y en varias Antologías.

## Obra pictórica

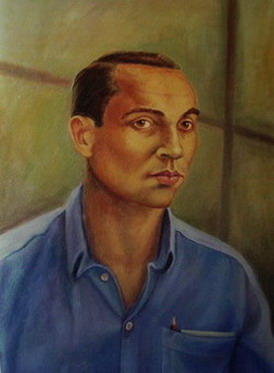
El lápiz de Miguel, cuadro usado por el libro de texto Lengua 5 para ilustrar a Miguel Hernández.

Su extensa y variada obra le ha valido distintos reconocimientos. Ha trabajado e investigado el intelectualismo, los seres geométricos inteligentes, la abstracción reticular y, por último, el paroxismo de masas.
Exposiciones
- 2000: "I Salón de Otoño", Asociación de Artistas Alicantinos; Sala Municipal de Sax.
- 2001: Sala Lonja del Pescado, Mercadillo Nuevo Futuro, Alicante.
- 2001: Diciembre exposición junto a Rafael Estela en la Asociación de Artistas Alicantinos C/ García Morato.
- 2002: Ateneo Científico, Artístico y Literario de Alicante, presentado por Fernando Soria; Mención Honorífica en el III Certamen Nacional de Artes Plásticas: "Miradas", Fundación Jorge Alió; Club Náutico Costablanca; Sala Municipal del Ayuntamiento de Nerja.
- 2003: Fundación Cultural Miguel Hernández de Orihuela; Ayuntamiento de Denia; Sala Municipal de Sella; Asociación de Artistas Alicantinos.
- 2004: "La Primavera", Asociación de Nuevos Escritores de El Campello (ANUESCA) en El Corte Inglés; Casa de Cultura de El Campello.
- 2005: Fundación Cultural Miguel Hernández de Orihuela.
- 2006: "Minicuadros", Asociación de Artistas Alicantinos (varios años).
- 2007: Colectiva de 60 pintores, Sala Lonja del Pescado, Alicante; "Mirar un cuadro", Sala Maisonnave; Salón de Primavera de Alicante; Colegio Oficial de Aparejadores y Arquitectos.
- 2008: "100 artistas alicantinos", Centro de las Artes, Patronato Municipal de Cultura; "Vanguardia alicantina", Ámbito Cultural de El Corte Inglés; Casas de Cultura de Calpe, Bussot, La Romana y El Campello.
- 2009: "Gran formato", Asociación de Artistas Alicantinos; Salón de Primavera; "Minicuadros", Elda; Colectiva "IFLACESPAÑA", Casa de Cultura de El Campello; Salón de Otoño.
- 2010: Comisario de la exposición "Miguel Hernández en nuestro corazón", Ámbito Cultural de El Corte Inglés, Elche; "Arte en plural", Casa de Cultura de Novelda; "60 artistas alicantinos", Asociación de Artistas Alicantinos; "100 artistas alicantinos", Círculo de las Artes; exposición del grupo Vanguardia 5, Real Liceo Casino de Alicante.
- 2011: Museo del Calzado de Elda; Centro de las Artes.
- 2015: Presentación en septiembre de su intelectualismo en el Centro de Arte de Alicante. Existe catálogo.
- 2016: "Creando Juntos", Sala Emilio Varela, Fundación CAM de Alicante.
- 2017: La revista AUCA (Literaria-Artística) de Alicante, le dedicó el nº 39 con un cuadernillo interior de 10 páginas.
- 2019: Salón de Otoño, Asociación de Pintores Alicantinos. Existe catálogo.
- 2020: Salón de Primavera, Asociación de Pintores Alicantinos.
- 2020: Salón de Otoño, Asociación de Pintores Alicantinos. Existe catálogo.
- 2021: Salón del Abstracto, Asociación de Pintores Alicantinos. (Años 2022,2023,2024)
- 2021: Salón de Primavera, Asociación de Pintores Alicantinos. Existe catálogo.
- 2023. Colectiva de Espejo de Alicante en Club Información, comisario Fermín Serrano y Juanjo Crespo.
- 2024: Expo colectiva Salón de la Mujer. Salón de Primavera en la Asociación de Artista Alicantinos. Mes de abril.
- 2024: Expo colectiva en el Salón de Otoño de la Asociación de Artistas Alintinos. del 27 sept al 17 de octubre.
- 2024: Edición de un catálogo: "Antología de retratos de Ramón Palmeral" (2000-2024) (126 ejemplares)
- 2024: Expo colectiva "Pintores por la Paz" en Casino Mediterráneo, del 2 al 29 de octubre
- 2024: Expo colectiva "A favor de ASPANION, niños con cáncer", Casino Mediterráneo, noviembre y diciembre. Comisaria Marisol Carratalá.
- 2025: Expo colectiva "Pintores y escultores por la Paz" Club Información, del 3 de febrero al 3 de marzo.
- 2025: Expo colectiva "Miguel Hernández.Todo de mí está lleno", Museo de la Reconquista de Orihuela, abril 2025.

Ha ilustrado numerosos libros de Miguel Hernández, Manuel Molina y Ramón Sijé, así como Cervantes y Shakespeare. Cuatrocientos años después, de José Manuel González-Fernández de Sevilla (2017); Los cerezos en flor, de Consuelo Giner Tormo (2019); y su propio libro de viajes Buscando a Azorín por la Mancha (2005). 2022 Donaciones de reproducciones a la Fundación Jorge Juan de Novelda y otro de Azorín a la Casa-Museo de Monóvar. ha ilistrado con 20 láminas el libro Dioses y hombres" de María del Consuelo Giner Tormo, Valencia 2025 
Ha ilustrado sellos de correos conmemorativos de Miguel Hernández, Carlos Fenoll, Frigiliana, Óscar Esplá, Juana Francés y Emilio Varela...
El 10 de diciembre de 2020, el suplemento Alfa y Omega de ABC publicó un dibujo suyo a lápiz de Isabel Zendal Gómez.
Presentaciones
-Participó con dibujo, artículo y alocución dedicado al escritor José Luis Ferris en la revista AUCA número 56 en sept 2023.
-Presentación del libro de artista "Archivo de la Memoria 1982-2022" de Saorin en la Asociación de Artistas Alicantinos (27-10-2023)
Distinciones
-Su dibujo de Isabel Zendal se ha publicado en ABC de Madrid, en un artículo nacional en diciembre de 2020
-Ha sido portada de la revista PROA (UCPA), con su cuadro "El sueño de Jorge Juan", 12 de enero de 2024
-Recibió un Reconocimiento Artístico del Movimiento Parnaso del Siglo XXI de Ontinyente (Valencia), 24 de julio de 2024. Ha ilustrado la portada de la revista PROA n2 de la Unión de Profesionales de Alicante con el cuadro "Homenaje a Juana Francés en su centenario", 25 de octubre de 2024.
-Fue jurado en la Bienal Asamblea Amistosa Jorge Juan de Novelda en 2024
Museos y salas de exposición
- Museo Provincial de Ciudad Real
- Diputación Provincial de Alicante
- Ayuntamiento de Alicante

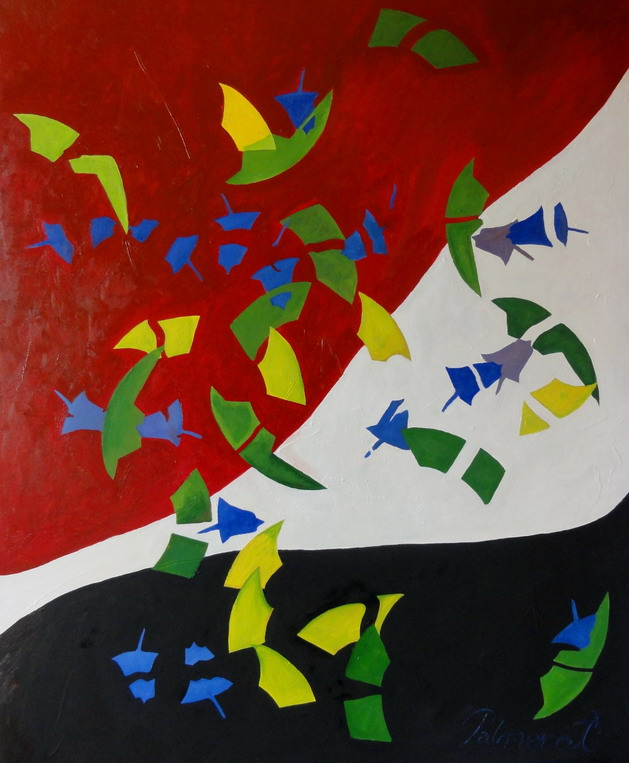
Egipto, óleo de Palmeral (2011), muestra de su estilo abstracto geométrico

- Museo del Mar y Pesca de Santa Pola
- Autoridad Portuaria de Alicante
- Museo Naval de Cartagena
- Comandancia de la Guardia Civil de Almería
- Museo del Calzado de Elda
- Real Club de Regatas de Alicante
- Club Náutico Costablanca
- Café Español de las Artes
- Biblioteca Municipal María Moliner de Orihuela
- Asociación de Periodistas de Alicante (APPA)
- Comandancia de la Guardia Civil de Alicante
- Donación reproducciones de "El sueño de Jorge Juan" en la Casa Museo Modernista de Novelda
- Donación reproducción de "El caballero Azorín de la Mancha" en la Casa Museo de Azorín de Monóvar
- Donación del cuadro "Palmera rota" de 2004 al Casino Mediterráneo (octubre)
- Donación cuadro "La Paz se ha roto" al Club Información, en 2025
- Galerías virtuales[8][9]

## Obra literaria
Poesía
- Desolación sin nombre (1983)
- Homero en Tarsis (2004)
- Jardín cerrado (publicación digital)
- Monográfico lorquiano (2009)
- Antología abierta. 1983–2015 (Amazon, 2016)
- Todas las flores han muerto (poemario inédito de 2016)
- La cólera de Aquiles (Amazon, 2017)
- Bocadillo de balas (Lulu, 2017)
- Lágrimas ebrias de melancolía (Lulu, 2017)
- Sesenta y nueve poemas y un anexo (Amazon, 2022)

Aparición en antologías colectivas:
- Nieves Fernández (ed.): Cántiga. Poetas de Ciudad Real en el primer cuarto del siglo XXI (Toledo: Ledoria, 2016)
- Voces del Mediterráneo a Miguel Hernández (La Platea Asociación, 2019)
- Valle del Vinalopó. I Antología Poética, págs. 75–79 (Asociación Rincón Poético Valle del Vinalopó, 2019)
- Algo que decir XLIX (ensayo y narrativa), págs. 191–194 (Ateneo Blasco Ibáñez, 2019)

Ensayo
- Encuentros en el IV Centenario del Quijote (2004; 2016)
- Buscando a Azorín por la Mancha (2005; Amazon, 2016)
- Tras los pasos de Juan Goytisolo por los Campos de Níjar (2005)
- Singladuras por la comarca del Vinalopó (2006)
- Secretos para escribir novelas y relatos (Amazon, 2016)
- Buscando a Antonio Machado en Soria y Baeza (Amazon, 2016)
- Buscando a Gerald Brenan al sur de Granada (Amazon, 2016)
- Cincuentenario de la muerte de Azorín (Lulu, 2017)
- Buscando a Gabriel Miró en Años y leguas (Amazon 2019)
- Semblanza de José Ramón Fernández (Amazon, 2020)
- El genio de Vicente Blasco Ibáñez. Biografía en 25 artículos (Amazon, 2022)
- 50 aniversario de la muerte de Picasso. Recopilación de artículos y conferencias (Amazon, 2023)

Monográficos sobre Miguel Hernández
- «El hombre acecha» como eje de la poesía de guerra (2004)
- Simbología secreta de «El rayo que no cesa» (2004)
- Simbología secreta de «Perito en lunas» (2005)
- Doce artículos hernandianos y uno más (2005)
- Simbología secreta de «Viento del pueblo» (2011)
- Carlos Fenoll. Trayectoria vital y poética (2012)
- Ramón Sijé, el estigmatizado (Amazon, 2013)
- Miguel Hernández, el poeta de las tres heridas (Amazon, 2015)
- Miguel Hernández, el poeta del pueblo. Biografía en 40 artículos (Alicante: ECU Editorial Club Universitario, 2019)
- 80 años de la muerte de Miguel Hernández. Anexo biográfico en 31 artículos (Amazon, 2022)

Crítica literaria
- Simbología secreta de «La decadencia de la flauta y el reinado de los fantasmas», de Ramón Sijé (2006)
- Federico García Lorca y el flamenco (Amazon, 2016)
- De la creación poética (Lulu, 2017)
- Hermenéutica de «Hombres a la deriva», de Manuel Molina (Amazon, 2017)
- Hermenéutica de «Elegías de Guadalest», de Vicente Ramos y «Elegías de Duino», de Rainer Maria Rilke (2019)
- Exégesis de las «Elegías de Duino», de Rilke (2019)
- Glosada de «Candente horror», de Juan Gil-Albert (Amazon, 2019)
- Glosada de «Misteriosa presencia», de Juan Gil-Albert (Lulu, 2019)
- Federico García Lorca, el de «Poeta en Nueva York» (Amazon, 2019)
- Glosada de «Canto a Teresa», de Espronceda (Amazon, 2020)

Ensayo histórico
- Reseña histórica de la villa de Frigiliana (Amazon, 2016)
- con Vicky Fernández: La aldea del El Acebuchal (Nerja, 2016)
- Reseña histórica de Torrox (Amazon, 2016)
- Reseña histórica de la Puebla de Nerja (Amazon, 2016)

Narrativa
- El héroe de Nador (Palmeral, 2005)
- El jinete alcoyano (novela corta) (Calameo, 2006)
- El cazador del arco iris (Amazon, 2015)
- El rey de los moriscos (novela histórica) (Amazon, 2016)
- Perito en pecados (relatos) (Amazon, 2016)
- La mujer del Amadorio (novela negra ambientada en Alicante) (Amazon, 2018)
- Al este del Cabo de Gata (novela corta ambientada en la Islera del Moro, Almería) (Lulu, 2018)
- La princesa Anuaiti-Matua (novela corta ambientada en la Isla de Pascua) (Amazon, 2020)
- La baronesa desnuda (thriller sobre la pintura y el mercado del arte) (Amazon, 2020)
- La dureza curvada del sílex (Amazon, 2021)
- (ed.) Helena Formentor: Pasión mediterránea (Amazon, 2021)
- El gran Thelémaco (novela experimental) (Calameo, 2021)

Artículos y conferencias
En 2019 presentó su libro Buscando a Gabriel Miró en Años y Leguas en Ámbito Cultural de El Corte Inglés por Consuelo Jiménez de Cisneros, Consuelo Giner, Laura Palomo y la intervención del poeta y pintor Rafael Llorens Ferri. El mismo año 2019 presentí "Exégesis de las Elegías de Duino de Rilke en el Real Liceo Casino de Alicante, por Consuelos Giner Tormo. Son numerosos sus artículos sobre arte en la revista Meer/Internacional, investigación plástica y pintores contemporáneos como Juana Francés en el Boletín del Colegio Oficial de Doctores y Licenciados en Filosofía y Letras y en Ciencias de Alicante del 1.er Semestre  2024, n.º 43 página 28. "Juana Francés, pionera al Arte Abstracto". Ha participado en el III Simposium sobre Arte y Cultura de Espejo de Alicante, sobre el 50 aniversario de la muerte de Pablo Ruiz Picasso, el 20 de julio de 2024 en sala polivalente del Casino Mediterráneo de Alicante.
Ha colaborado en:
- Prensa diaria: El País, Información, La Verdad, Levante-EMV.
- Medios digitales: Alicante Press, Alicante Mag, Alicante Plaza, Mundiario, Magazin Meer, El Monárquico (Madrid), El Confidencial Digital (Madrid), Hoja del Lunes (Alicante), Diario de Alicante, Orihuela Digital,[10] Monòver punto com,[11] Mundo Cultural Hispano.[12]
- Revistas: Baquiana (Miami, EE. UU.),[13] Utopía (Málaga), El Eco Hernandiano, Estudios Monoveros, Letralia (Venezuela),[14] Ágora, Auca, Numen, Anthropos. Nueva Tribuna de Madrid.

Algunos de sus artículos y reportajes en prensa han aparecido en los volúmenes El cuaderno carmesí. 2016–2020 (2020), Reportajes en el abismo. 2020 (2021), La luna nos mira. 2021–2022 (2022), Mensajes en una botella. 2019–2022 (2022) y Reportajes en el desván. 2023 (2024).
Su obra también aparece en el repositorio virtual de la Biblioteca Virtual Miguel de Cervantes.
Ha publicado poemas en varias Antologías del Grupo Poético Valle del Vinalopó, del que es socio. Ha publicado en el libro: Homenaje a Manuel Molina, noviembre de 2024, publicado y disponible en Amazon.

## Premios
- 2009: Premio Almediam al mejor ensayo sobre Almería, por Tras los pasos de Juan Goytisolo por los Campos de Níjar
- 2014: I Premio de Poesía dedicada a la ciudad de Lorca en el Certamen del Colegio de Enfermería de Alicante, por «La ciudad herida por un terremoto»
- 2016: I Premio lectura del Quijote. Asociación de Artistas de Alicante.
- 2021: III Premio de relatos cortos de la revista La Cambra de Caudete (Albacete), por «Se puede comprar el futuro»